# フランク・スプレイグ

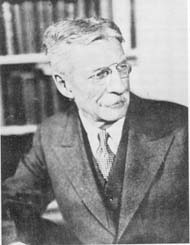
フランク・ジュリアン・スプレイグ（1857年 - 1934年）、アメリカの発明家、「電気駆動の父」

フランク・ジュリアン・スプレイグ（Frank Julian Sprague、1857年7月25日 - 1934年10月25日）は、アメリカ海軍の士官、発明家で、モーター、電気鉄道、電気式エレベーターの開発に貢献した人物である。彼の発明は、交通機関の改善を通じて都市の規模を拡大することを可能にし、エレベーターを利用して超高層建築物を建設することにより商業の集積を可能にしたという点で、都市の発展に大きく貢献した。このため、彼は「電気駆動の父」（Father of Electric Traction）と呼ばれている。
日本語ではSpragueを「スプレーグ」と表記することもある。

## 幼少期と教育
スプレイグは、コネチカット州ミルフォードで1857年に生まれた。ドゥルーリー高校（Drury High School）に進学し、数学に優れていた。1874年、メリーランド州アナポリス（Annapolis）にあるアメリカ海軍兵学校への入学許可を得た。1878年にクラスで7番目の成績で卒業している。

## アメリカ海軍、発明家
スプレイグはアメリカ海軍に少尉として任官した。海軍在籍期間中、彼は最初にリッチモンド（USS Richmond）に乗り込み、続いてミネソタ（USS Minnesota）に乗り込んだ。彼の乗艦がロードアイランド州ニューポート（Newport）にいた1881年、彼は新型の発電機を発明した。ヨーロッパ戦隊（European Squadron）の旗艦であるランカスター（USS Lancaster）に異動した後、彼は海軍の船に最初の電気式呼鈴を設置した。スプレイグは、1881年のパリ電気博覧会（Paris Electrical Exhibition）と1882年のイギリスシドナム（Sydenham）の水晶宮での博覧会に出席するために休暇を取得した。水晶宮では、内燃機関や発電機、照明器具に関する賞の審査員を務めた。

## 発展する電気産業への参入
1883年、トーマス・エジソンの同僚のエドワード・ジョンソン（Edward H. Johnson）がスプレイグを、海軍を辞めてエジソンの研究所に来るように説得した。ニュージャージー州メンロパーク（Menlo Park）のエジソン研究所での彼の貢献の一つに、数学的手法の導入が挙げられる。彼が参加するまで、エジソンは費用の掛かる実験の試行錯誤をかなりの数で実施していた。スプレイグの方法では、数学を用いて最適な設定を計算し、不必要な繰り返し実験を大幅に省略することができた。また、エジソンが開発した中央変電所からの送配電システムの修正など、エジソンのために重要な貢献を行った。1884年、彼は電気の他の分野に関心を移し、スプレイグ電気鉄道・モーター会社（Sprague Electric Railway & Motor Company）を設立するためにエジソン研究所を離れた。
1886年までにスプレイグの会社は、固定ブラシで火花の出ない定速回転モーターと、電気モーターで駆動される装置から電力系統へ電力を返す回生技術という、2つの重要な発明を行った。彼の新しいモーターは、負荷の変動に関わらず定速で回転する初めてのものであった。このモーターは、エジソンに唯一の実用的な電気モーターであると保証され、直ちに普及した。また回生技術は、電気鉄道や電気式エレベーターの開発にとって重要なものであった。

## リッチモンドでのトロリーポールの発明

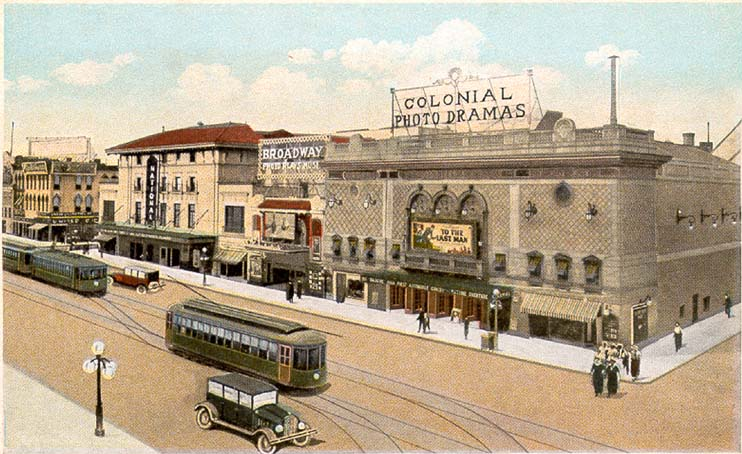
1920年代のバージニア州リッチモンドの路面電車。画像の電車は当時北米各地で使用されていたパーリー・トーマス社製の量産型。写っているのは8thストリートとブロードストリートの交差点。

スプレイグはまた、路面電車用の架線から集電する方式も発明した。ばねの力を利用したトロリーポールは1880年に発明された。竿状のポール本体先端の架線と接触する部分には、摺動によるスライダーシューではなくトロリー・ホイールと呼ばれる金属製の滑車を用い、走行中この部分が回転しながら架線と接触、滑車とその軸受経由で架線からの電力を車両に供給、帰線には車輪と線路を用いる構造としていた。1887年後半から1888年初期にかけて、このトロリーポールを用いてスプレイグは、最初に成功を収めた路面電車システムであるリッチモンド・ユニオン旅客鉄道（Richmond Union Passenger Railway）をバージニア州リッチモンド（Richmond）に敷設した。長らく交通の障害となってきた、リッチモンドの10%を超える勾配のある丘は、彼の新技術を他の都市に普及させるために優れた実証場所となった。
その年内に、多くの都市でコストの掛かる馬車鉄道から電気鉄道への置き換えが進んだ。1889年までに、各大陸でスプレイグの設備を備えた110もの電気鉄道が運行を開始したか、あるいは計画されていた。1890年に、スプレイグの発明に必要な設備のほとんどを生産していたエジソンは彼の会社を買い取り、スプレイグは次の関心を電気式エレベーターへ向けた。

## 電気式エレベーター
リッチモンドの路面電車での旅客輸送量の増大と高速化の経験を通じて、スプレイグは同じような輸送の改善を電気式エレベーターにより垂直方向の輸送でも達成できると考えるようになった。彼は、エレベーターの単位シャフトあたりの輸送能力を向上することで、所要時間を短縮して乗客にとって利点となるばかりでなく、水圧駆動式の遅く能力の低いエレベーターのためにフロア面積の広い部分をエレベーターシャフトが占めて、結果としてビルの高さを制限していたことを改善して、高いビルの収益を改善することもできると考えた。
1892年、スプレイグはスプレイグ電気式昇降機会社（Sprague Electric Elevator Company）を設立し、チャールズ・R・プラット（Charles R. Pratt）と共にスプレイグ・プラット式電気エレベーターを開発した。彼の会社では、階床制御の自動式エレベーターや安全上のかごの加速度制御、多くの貨物エレベーターなどを開発した。スプレイグ・プラット式エレベーターは従来の水圧式や蒸気式のエレベーターに比べて速く動作し搭載能力も大きく、世界中で584台のエレベーターが設置された。スプレイグは1895年に会社をオーチス・エレベータ・カンパニーに売却した。

## 電気鉄道の総括制御
エレベーター制御に関する経験から、スプレイグは電気駆動の開発をさらに進展させることになる、電気鉄道の総括制御システムの開発に取り組んだ。総括制御システムでは、列車の各車両がモーターを搭載している。制御伝送線を通じてリレーを動作させることにより、運転士は列車の全ての駆動モーターを協調して操作することができる。機関車を使用しない鉄道では、全ての車両に乗客を乗せて収入を上げることができる。また機関車を使用する鉄道でも、1人の機関士が複数の機関車を同時に制御することができる。
スプレイグの総括制御システムへの最初の注文は、イリノイ州シカゴのサウス・サイド高架鉄道（South Side Elevated Railroad）からのものであった。この鉄道は現在シカゴ・Lとして知られる高架鉄道の一部である。シカゴでの成功により、ブルックリンやボストンで総括制御システムの契約を獲得することができた。

## グランド・セントラル駅と高層ビルのエレベーター
1896年から1900年まで、スプレイグはニューヨーク・セントラル鉄道（New York Central Railroad）のターミナル電化委員会に加わった。この仕事には、彼が路側信号機に列車が従うことを保証する自動列車保安装置を設計した、ニューヨークグランド・セントラル駅が含まれている。彼はスプレイグ保安制御・信号会社（Sprague Safety Control & Signal Corporation）を設立してこのシステムを開発・製作した。
第一次世界大戦の期間中、スプレイグは海軍顧問委員会の仕事をした。続いて、1920年代に、彼はフロア面積を節約するために1つのエレベーターシャフトで2つの独立したエレベーター、各停用かごと急行用かごを安全に動かす方法を開発した。彼はこのシステムを、エレベーターの加速度や速度が過大になったときに自動的に動作するエレベーター保安システムと共にウェスティングハウス・エレクトリックに売却した。

## 影響と表彰
スプレイグの電気駆動に関する開発の影響により、都市規模の拡大が可能になると共に、エレベータの開発が商業の更なる集積を可能にし商業ビルの収益性を改善した。100年以上前のスプレイグの数々の発明が現代のライトレールや地下鉄を可能にし、それは今でも基本的に同じ原理で動いている。
スプレイグは1889年のパリ電気博覧会（Paris Electrical Exhibition）で金賞、1904年のセントルイス博覧会（St. Louis Exhibition）で大賞、同年エリオット・クレッソン・メダル、1910年に「電気科学・電気工学・電気技術に対する賞賛に値する業績」でアメリカ電気学会（後のIEEE）のエジソンメダル、1921年にフランクリン・メダル、1935年にジョン・フリッツ・ゴールドメダル（John Fritz Gold Medal）（死後贈呈）を、それぞれ受賞した。
フランク・スプレイグ - ハリエット・スプレイグ（Harriet Sprague）夫妻には、ロバート（Robert）とジュリアン（Julian）の2人の息子がいた。
ロバートは1935年に「フランク・スプレイグの生涯を通じて、最後まで彼は驚くべき仕事の才能を発揮した」と書いている。「そして一度新しい発明や仕事に取り組むと、彼は疲れ知らずで常に改良に取り組み続けた。彼は素晴らしく注意深く、中途半端に妥協することに我慢がならなかった。仕事に対する彼の情熱は決して衰えず、亡くなるほんの数時間前にも新しく設計した彼の最新の発明品をベッドの脇に持ってくるように頼んだ。」
1934年のスプレイグの死後、彼の未亡人のハリエットは、彼の集積した膨大な量の文献をニューヨーク公共図書館に寄贈し、それは現在でも稀覯本部門で閲覧可能である。スプレイグはバージニア州アーリントン（Arlington）のアーリントン国立墓地に葬られ、ハリエットもまた1969年に亡くなった後その脇に葬られた。
1959年、ハリエット・スプレイグは、ミルフォードにあるスプレイグの生家に近い、コネチカット州イーストヘイブン（East Haven）にあるショア・ライン路面電車博物館（Shore Line Trolley Museum）にスプレイグ棟のための基金を寄贈した。この博物館は、アメリカ合衆国で最も古い動態保存の路面電車の博物館であり、また路面電車関連の製品を最も多く集めている。
1999年に、フランクとハリエットの孫のうちの2人、ジョン・L・スプレイグ（John L. Sprague）とピーター・スプレイグ（Peter Sprague）がテープカットを行い、ショア・ライン路面電車博物館の新しい展示品である1884年のスプレイグのモーターの運転を開始した。そこでは新しい常設展示として、「フランク・J・スプレイグ: 発明家・科学者・技術者」というコーナーが、電気が都市の発展に果たした役割と電気駆動の父が果たした役割を説明している。